# 哱拝の乱
哱拝の乱（ボハイのらん）は、1592年（万暦20年）に明代中国の寧夏で起きた、副総兵の哱拝（ボハイ）による反乱。寧夏兵変・寧夏の役とも呼ばれ、困窮した家丁兵士側の自主的蜂起の要素もあった。万暦帝の治下に発生した万暦の三征の一つ。

## 経過
寧夏鎮は西の黄河の畔にあることもあり、かつては「塞北の江南」とも呼ばれた水田耕作に適した肥沃な地であった。また北辺九鎮の一つであり、陝西都指揮司下に置かれた。黄河およびそこから延びる水路は、モンゴル等の北方異民族の侵入からの防衛にも役立った。1571年（隆慶5年）に、明朝はモンゴルを統一したアルタン（俺答）を順義王に冊封し、和平条約を結んで和議体制を構築して軍事衝突を緩和し、軍事支出を抑えることとした。しかし、明朝の腐敗と互市による負担は増大し、強力な指導力を発揮していたアルタンが死去し、次の順義王に封じられた息子のチュルゲ（扯力克、撦力克）はハーン位に就いたとはいえ、父ほどの指導力を発揮できず、モンゴルの分裂により各個勢力の侵入事例は増加し、辺境の和平体制は崩壊していき、寧夏は度々侵略を受けた。明朝の腐敗により衛所制度が荒廃し、兵士の逃散が起きると、防衛力は家丁と呼ばれる雇われ兵士が担う比重が高くなり、しかも本来敵対勢力であった異民族からの流入人口が家丁となるという矛盾が生じていた。更に、寧夏では京営や薊鎮などへの兵力抽出や移動で、兵士も民衆も疲弊していった。
1589年（万暦17年）末、党馨が巡撫として寧夏に派遣されてきたが、党馨は厳しい統治で悪名を轟かし、馬が死んだ時の賠償金を容赦なく取り立てを行い、受け取るべき給料を長期に渡って支給しないなど、兵士の生活を圧迫し、兵士の申し立てを聞こうとせず、却って威嚇をした。官軍家丁の一人であった劉東暘や許朝はこれに反抗して兵乱を起こした。哱拝は投降したモンゴル人であったが、明軍組織の中で頭角を現し、副総兵まで出世していた。哱拝は1589年（万暦17年）には60歳であり、引退して息子の哱承恩に都指揮使を継がせていたが、自身も家丁2,000を持っていたため、党馨より危険視され、勢力抑制のために無茶な任務を与えられるなど恨みを買った。官軍家丁が蜂起すると、哱拝一族も同調して立ち上がることとなる。
1592年（万暦20年）2月18日、劉東暘に率いられた兵士200人が兵備副使の石継と巡撫の党馨を殺害し、役所の印を奪い、6門を閉鎖したり囚人を解放し、略奪や焼き討ちを始めた。（『万暦三大征考』によると）これに哱拝と哱承恩も群衆を扇動してこの反乱に参加した。19日、反乱側は巡撫が兵糧を着服したために民心を憤激させ、変乱を起こさせたと明朝に報告した。劉東暘は略奪禁止令を出し、違反者2人を処刑した。20日、許朝が反乱軍に合流した。明朝では鄭洛に代わって魏学曽が三辺総督尚書となり、固原鎮に駐屯した。23日、土文秀と哱拝の養子である哱雲が中衛の互市より帰還して反乱軍に加わった。24日、劉東暘が勅印を奪い、軍営の軍馬を手中に収め、公金を兵士に支給して味方とした（『両朝平攘録』によると、哱拝はこの時点で反乱軍に合流したとある）。責任を感じた総兵の張維忠が自殺し、残された家丁は200人の少数であったために、明朝は家丁多数を持つ麻貴を後任の総兵に任命した。26日、劉東暘は総兵を僭称し、哱承恩と許朝を左右副総兵、土文秀と哱雲を左右参将とすることを明朝に要求し、これが叶えられなければモンゴル兵と共に陝西を攻め落とすと脅迫した。以後、劉東暘と哱拝の同盟体制が確立した。27日、河西から玉泉までの47諸塁が次々と陥落して反乱軍の勢力となり、明軍は北路平虜参将の蕭如薫だけ残った。反乱軍はモンゴルに入寇を唆した。
3月4日、霊州土官の呉世顕が反乱軍に加わる。11日、モンゴルの宰儈が3,000人を率いて反乱に呼応すると約束し、17日に到着した。14日、反乱軍に占拠された諸塁を全て官軍が奪い返し、反乱軍は寧夏城に押し込まれた。19日、哱拝はモンゴルの援兵に対して家丁500・火器手500を派遣合流させ、モンゴル数千騎を寧夏に招致した。モンゴル軍はモンゴルと哱拝は最早家族であると親密なことを宣言し、哱拝と土文秀は胡服弁髪で迎合した。
4月2日、明軍総兵の魏学曽は花馬池へ移動し、モンゴルに和議体制への回帰を促したが、モンゴル軍は表面上は退去の様子を見せながらも反乱軍を支援した。3日、魏学曽は李昫に城攻めを命じた。反乱軍は弁髪してモンゴル軍に偽装してこれを迎え撃った。5日、哱雲が明軍を攻撃して火車100両を奪い、湖へ追い落として1,000人余りを溺死させた。明軍は王通を派遣して哱雲を含む1,000人余りを殺傷した。劣勢となった反乱軍は民衆の蜂起を恐れて城中の見回りを強化し、外出を禁止するなどした。10日、魏学曽は家丁の葉得辛を派遣して、哱拝と土文秀により劉東暘と許朝を討たせようとしたが、4人の結束は固かった。しかし、モンゴル兵への援助の代償に城内の女を差し出したため、自殺する者が続出し、民心は離反した。21日、明軍が雲梯を使って寧夏城を攻めるも、失敗し、翌22日には反乱軍はモンゴル兵2,000騎と共に反撃に出た。23日、明軍は反乱軍首謀者に賞金を掛け、苗兵1,000を招く計画を立て、以後攻城戦が続いた。5月2日には巡撫に新任された朱正色が董一奎と牛秉忠と共に城を攻めた。6日、モンゴル軍が黄河を越えて侵入した。10日、豊臣秀吉が朝鮮四道を破るとの情報が伝わり、明朝では寧夏の反乱軍を懐柔しつつモンゴル兵を計略で退去させ、朝鮮へ注力することを画策した。また、現地決着をつけられない魏学曽の罷免案が浮上した。援軍の梅国楨と李如松が現地に到着した。11日、モンゴル兵が万騎で渡河・侵入を行い、賀蘭山から平虜まで進出し、寧夏国境は牧地となった。6月6日、都御史の葉夢熊が霊州で神砲器400車を調達した。19日、明軍4万と苗兵による攻勢が計画された。20日、李如松と梅国楨が城南に移陣して哱拝とモンゴルの連絡を遮断した。22日と23日にも攻城を実施するも、失敗。25日、明軍は哱拝父子以外の赦免を条件に降伏を要求するが、許朝は拒否した。しかし、籠城が長く続き食糧の不足していた城内では明軍に内応する者が出始め、彼らは明軍と呼応して反乱軍と戦った。
7月4日、モンゴルとの連絡を絶たれた哱拝は城を捨ててモンゴルへ走ることを提案するが、息子の哱承恩は反対した。11日、明軍は寧夏城の東北が低地であることから、水攻めを開始した。17日、総督の魏学曽が罷免され、葉夢熊が後任となった。18日、堤防が完成し、湖の水が注がれた。モンゴル軍が沙湃などへ侵入した。哱拝や許朝は寧夏への誘導を行ったが、退去するモンゴル兵が多かった。20日、水攻めにより寧夏城が浸水し始めた。8月1日、反乱軍が船で堤防を破壊して水が引いた。破壊された堤防を築いた呉世顕は明軍に責任を追及されて処刑された。7日、堤防が修復されて再度水が注がれた。城内は食糧不足に陥り、餓死者が続出した。25日、土文秀は重病となり、劉東暘・許朝・土文秀の兵を分けて、狼煙を上げてモンゴルの来援を待った。モンゴル側では着力兎の800騎が鎮北堡から侵入した。27日、モンゴル数千騎が侵入し、哱承恩を救出して寧夏へ住牧すると表明したが、明軍に撃破される。9月3日、明軍陣営に浙兵1000と苗兵・荘浪土兵が到着する。5日、浸水で北方城壁が崩れる。反乱軍は貧民をし、富民より米を供出させたため、反抗される。8日、梅国楨と葉夢熊が南方より入城し、城民は歓迎した。梅国楨は哱拝父子を説得するも失敗。9日、劉東暘と許朝が土文秀を殺したことにより、哱拝父子から警戒される。16日、明軍は許朝・劉東暘を殺して城上に晒し首とした。17日、明軍は哱承恩を生け捕りにし、哱拝は家丁を率いて抵抗し、最後に自殺して遺体を焼かせた。明軍は火中から死骸を取り出して斬首に処し、ここに哱拝の反乱は終結した。
11月11日、哱承恩は京師にて磔刑にされた。

## 文献
- 岡野昌子「万暦二十年寧夏兵変」『明末清初の社会と文化』小野和子編、京都大学人文科学研究所、1996年。